# Зденек Лішка
Зде́нек Лі́шка (чеськ. Zdeněk Liška; 16 березня 1922, Смечно, Середньочеський край, Чехословаччина — 13 липня 1983, Прага, Чехословаччина) — чеський дуже плідний композитор, який починаючи з 1950-х років за свою 35-річну кар'єру написав музику для понад 200 художніх і короткометражних фільмів та телевізійних передач.

## Життєпис
Зденек Лішка народився в музичній родині та вже в дитячому віці проявляв непересічні музичні здібності. Він навчався у Празькій консерваторії, яку закінчив у 1944 році за спеціальністю композиція та диригування. У 1944-1945 роках працював диригентом Аматорської філармонії в містечку Слані поблизу Праги. Після закінчення Другої світової війни почав писати музику для короткометражних фільмів у місті Зліні.

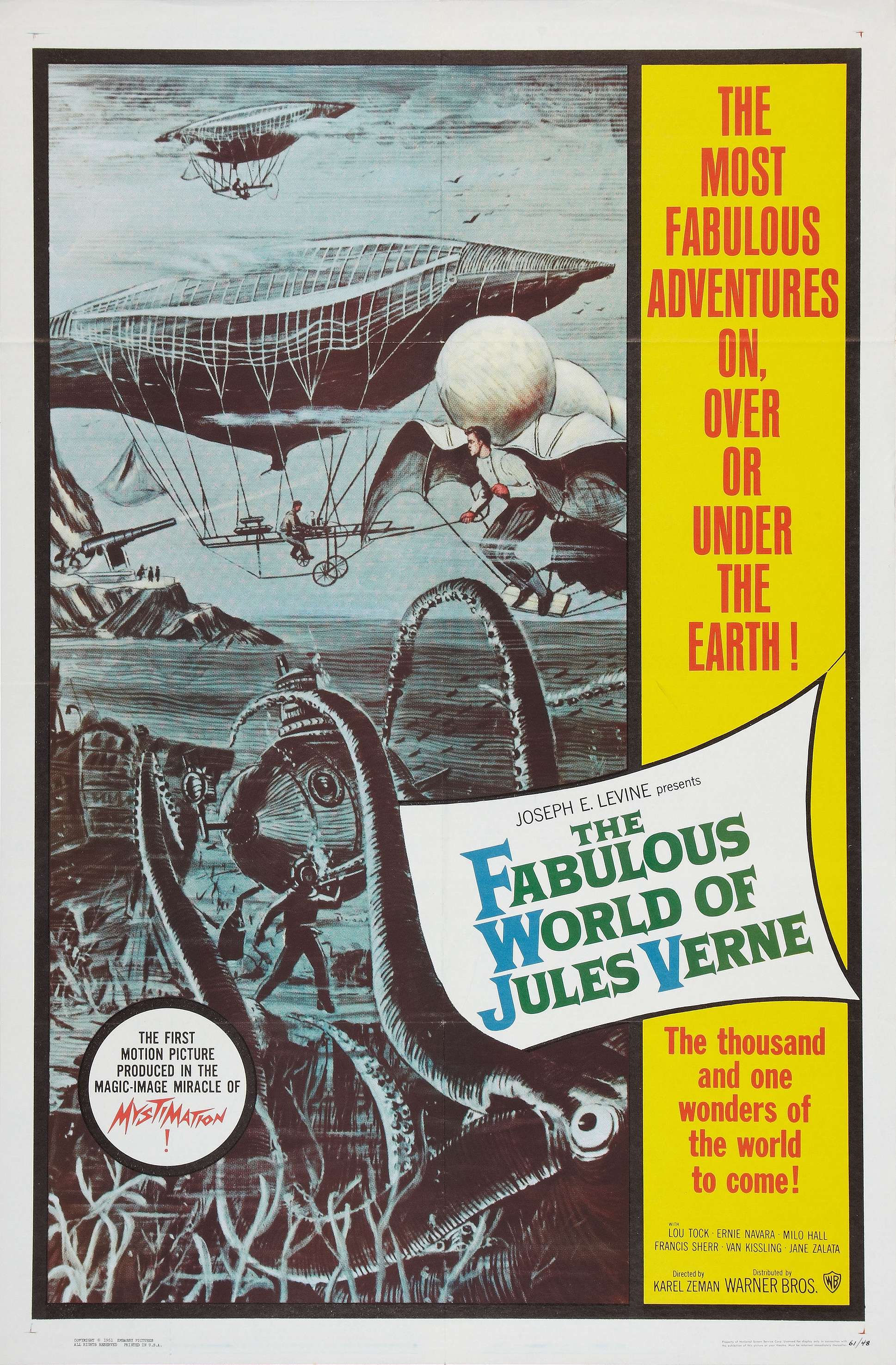
Американський плакат фільму «Згубний винахід»

Першим значним успіхом у творчій кар'єрі Зденека Лішки була музика до чехословацького науково-фантастичного фільму 1958 року «Згубний винахід», який був поставлений режисером Карлом Земаном за мотивами творів Жуля Верна. Партитура музичного супроводу кінострічки Зденека Лішки, який відомий своєю винахідливістю у створенні музичних характеристик та гумору, а також новаторським використанням електронних музичних прийомів, залишається одним із найвидатніших творів композитора.
Серед інших робіт Зденека Лішки треба відзначити музику до таких важливих чеських та словацьких кінострічок як фільми Франтішка Влачіла (1924—1999) Маркета Лазарова (1967) та «Долина бджіл» (1967) або фільм Юрая Герца (1934—2018) «Крематорій» (1968), науково-фантастичного фільму Індриха Полака (1925—2003) «Ікарія XB 1» (1963) або комедії Олдриха Липського (1924—1986) «Яхиме, кинь його в автомат!» (1974).
До його мистецьких здобутків крім вищезазначених назв належать фільми «Пастка диявола» (1961), «Магазин на площі» (1965), «Плоди райських дерев, які ми їмо» (Ovoce stromu rajských jíme, 1970), «Тіні спекотного літа» (1978) або «Знак похвали» (1980).
У 2000 році Чеське телебачення представило документальний фільм режисера Петра Руттнера про життя та творчість композитора з назвою «Музика Зденека Лішки».

## Фільмографія
- 1950 — Пара над горщиком / (Pára nad hrncem)
- 1952 — Скарб Пташиного острова / (Poklad ptačího ostrova)
- 1953 — Від Аргентини до Мексики, Африки I та II
- 1955 — М'яч Флічек / (Míček Flíček)
- 1957 — Там на кінцевій / (Tam na konečné)
- 1957 — Нові світи (підбірка архівної музики) / (Nové světy (výběr archivní hudby))
- 1958 — «Згубний винахід» / (Vynález zkázy)
- 1958 — Винахід душі
- 1958 — Людина багатьох облич
- 1959 — Пробудження
- 1960 — Вищий принцип, Голуб, Laterna magika II.
- 1961 — «Барон Мюнхгаузен» / (Baron Prášil)
- 1961 — «Пастка диявола»[cs] / (Ďáblova past)
- 1961 — Лабіринт серця, Впав з Місяця, Людина першого століття
- 1962 — Опівні́чна ме́са / (Půlnoční mše)
- 1963 — «Ікарія XB 1» / (Ikarie XB 1)
- 1963 — Подорож глибоким лісом, Три золоті волоски дідуся Вшеведа, Смерть називає себе Енгельхен
- 1964 — Чінтамані та самозванець, Захисник, Як зробити портрет птаха
- 1965 — «Магазин на площі» / (Obchod na korze)
- 1965 — Колекціонування сировини / (Sběrné surovosti)
- 1966 — Скарб візантійського купця, Люди з караванів, Ангел блаженної смерті
- 1967 — Змова з дияволом / (Zmluva s diablom)
- 1967 — Втеча / (Útěk)
- 1967 — Маркета Лазарова / (Markéta Lazarová)
- 1967 — «Долина бджіл»[cs] / (Údolí včel)
- 1968 — «Крематорій»[cs] / (Spalovač mrtvol)
- 1968 — «Честь і слава» / (Čest a sláva)
- 1968 — Справедливість для Сельвіна (телевізор), Грішні люди міста Праги (телесеріал), Марафон
- 1969 — Адельхеїд, Птахи, Сироти та дурні, Бажання звали Анаду
- 1970 — «Плоди райських дерев, які ми їмо»[en] / (Ovoce stromu rajských jíme)
- 1970 — Частина прекрасного драгуна, Мідна вежа
- 1971 — Смерть Чорного короля, Пенічка та Параплічко, Перо Орлі
- 1972 — Святвечір пана Вакатека, Поїзд до Небесної станції, Вкрадена битва
- 1973 — Легенда про срібне поїдання,
- 1973 — Гріх Катерини Падихової / (Hriech Kataríny Padychovej)
- 1974 — Хто залишає під дощем, Останній бал у басейну Рожнова
- 1974 — «Яхиме, кинь його в автомат!»[cs] / (Jáchyme, hoď ho do stroje!)
- 1975 — Так починається кохання, Наречена з найкрасивішими очима
- 1974—1979 — «Тридцять випадків майора Земана» / (30 případů majora Zemana)
- 1976 — Картопляний курячий дим, Смерть мухи, Одіссей і зірки, Русалка
- 1977 — Поклик родини, На великій річці, Поселення ворон, Історія кохання та честі, Година правди
- 1978 — «Тіні спекотного літа»[cs] / (Stíny horkého léta)
- 1978 — Сильніший, ніж страх / (Silnější než strach)
- 1978 — Чекаючи дощу / (Čekání na déšť)
- 1978 — Зустріч у липні / (Čekání na déšť)
- 1979 — І я біжу на край світу, Смерть зробила для вимірювання
- 1980 — «Знак похвали»[cs] / (Signum laudis)
- 1981 — Куди зник кур'єр

## Телесеріали
- 1974 — 1979 — «Тридцять випадків майора Земана» / (30 případů majora Zemana)

## Нагороди
- 27 жовтня 2011 року в Празі на урочистому вечорі в Національному театрі Зденек Лішка, як один з найважливіших і найвидатніших чеських композиторів музики кіно, був нагороджений премією на пам'ять про винятковий творчий внесок у галузі кіномузики[6].